# Hofen (Bönnigheim)

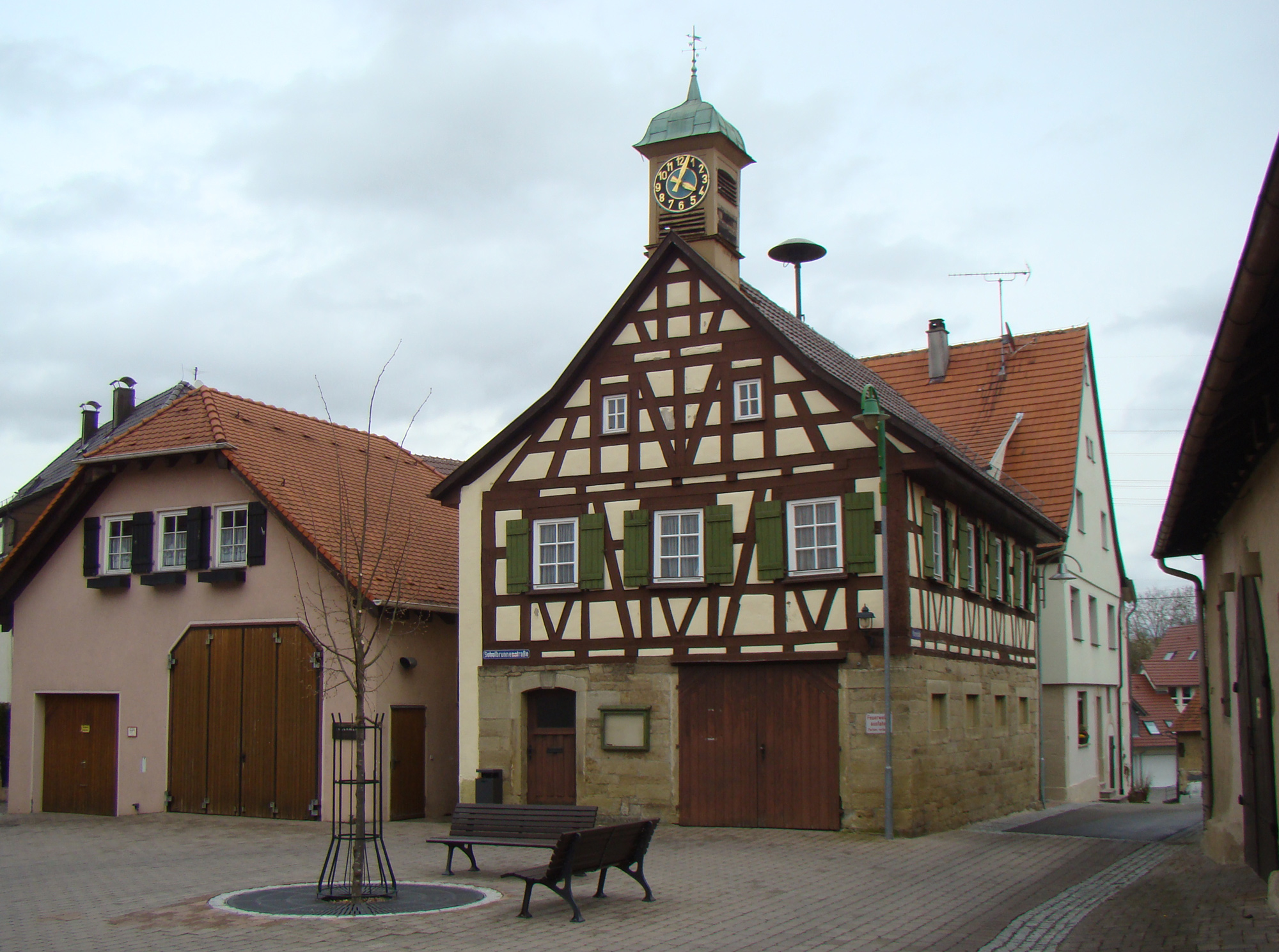
Ortsmitte mit altem Rathaus

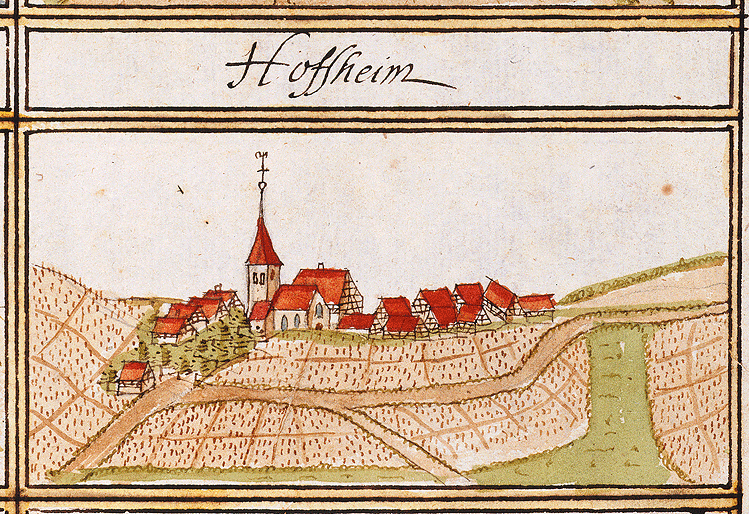
Hofen in den Kieserschen Forstlagerbüchern, 1684

Hofen ist ein Stadtteil Bönnigheims im baden-württembergischen Landkreis Ludwigsburg in Deutschland.

## Geschichte
Hofen wurde erstmals 836 im Lorscher Codex erwähnt. Im hohen Mittelalter war der Ort im Besitz einer Ganerbengemeinschaft, zu denen die Herren von Urbach, von Sachsenheim, von Neipperg, von Liebenstein und Rau von Winnenden zählten. Das Patronatsrecht der 1379 erstmals erwähnten, aber sicher älteren Kirche lag im späten Mittelalter bei den Herren von Urbach und kam dann über das Kloster Lauffen und das Kloster Denkendorf im Zuge der Reformation an Württemberg. Durch Kauf von den Ganerben erwarb Württemberg von 1575 bis 1584 schließlich auch den Rest des Ortes. Hofen wurde dem württembergischen Amt Brackenheim unterstellt. Im Dreißigjährigen Krieg führten die Übergriffe nach der für Württemberg verlorenen Schlacht bei Nördlingen dazu, dass der Ort zeitweise (1641 bis 1643) völlig unbewohnt war. 
Im Zuge der neuen Verwaltungsgliederung  nach der Gründung des Königreichs Württemberg kam Hofen 1808 zum Oberamt Besigheim. 1938, bei der württembergischen Gebietsreform während der NS-Zeit, kam Hofen zum Landkreis Ludwigsburg.
Der Ort war bis in die jüngste Vergangenheit landwirtschaftlich geprägt. Die alte Ortslage umfasste im Wesentlichen nur den von der Schulbrunnenstraße umschlossenen Bereich. Nach der Ausweisung von Neubaugebieten wurde Hofen zu einem Wohnort für Pendler in die umliegenden Städte und Gemeinden. Hofen wurde am 1. Oktober 1972 nach Bönnigheim eingemeindet.

## Wappen

Ehemaliges Gemeindewappen von Hofen

Die Blasonierung des ehemaligen Gemeindewappens lautet: In Rot eine silberne Kirche mit linkshin stehendem Turm, rechts oben ein doppelarmiges silbernes Kreuz.

## Sehenswürdigkeiten

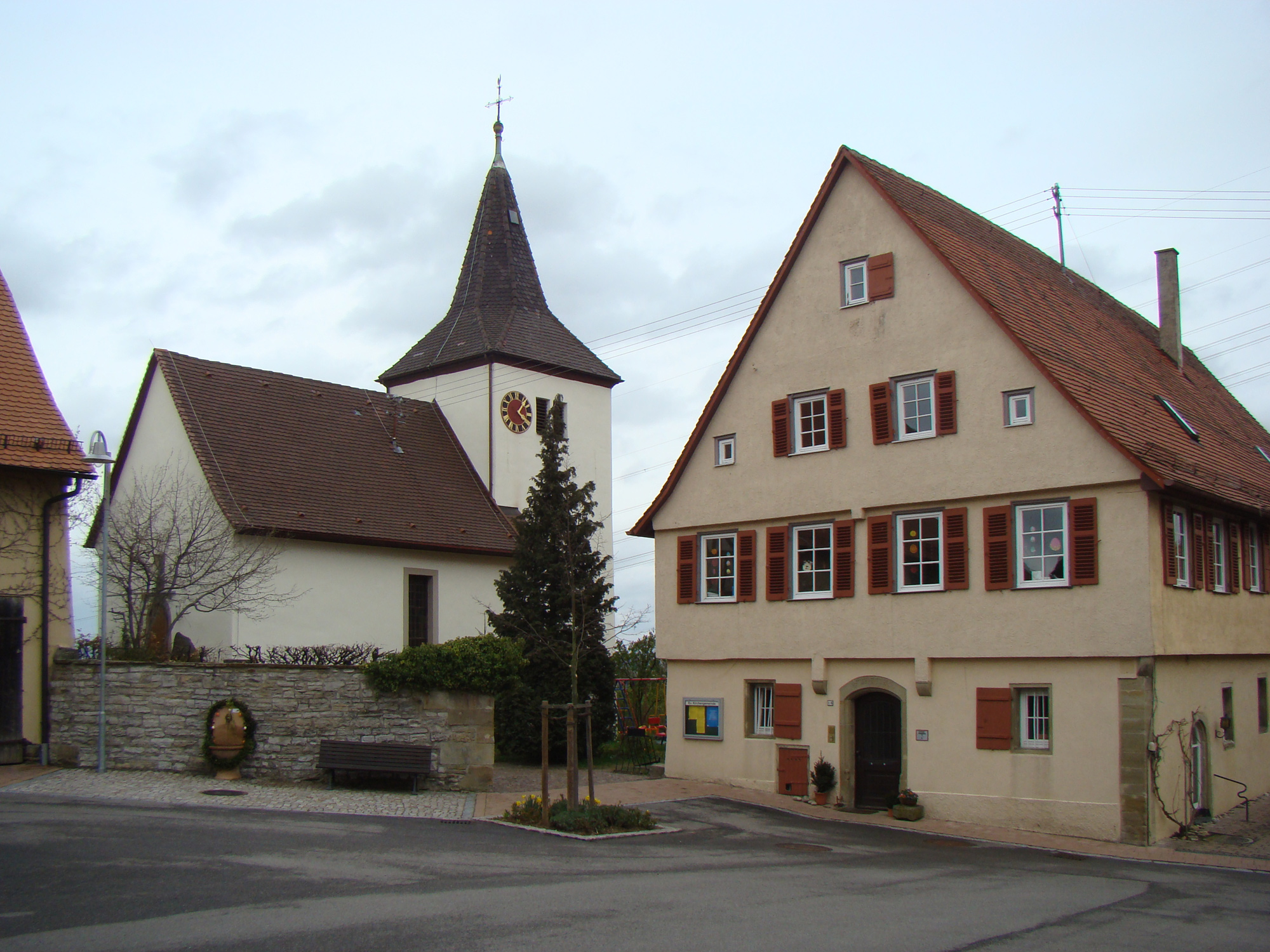
Kirche und Pfarrhaus

Im alten Ortskern von Hofen befinden sich das alte, 1784 renovierte Rathaus, die am Portal auf 1627 datierte Kelter und verschiedene historische landwirtschaftliche Anwesen. Im Nordosten der Ortsmitte stehen die Ottiliakirche und das historische Pfarrhaus von 1613. Die ältesten Bauteile der Kirche stammen aus dem 13. Jahrhundert, im Inneren haben sich Fresken aus dem frühen 14. Jahrhundert erhalten. Die Wappen am Portal des Pfarrhauses deuten auf die württembergische Ortsherrschaft und den Besitz des Klosters Denkendorf hin. Das ebenfalls am Pfarrhausportal befindliche Steinmetzzeichen könnte das eines Meisters der Freiburger Münsterbauhütte sein. Bei der Kirche sind verschiedene historische Grabmale aufgestellt.